# Cilinho
Otacílio Pires de Camargo, mais conhecido como Cilinho (Campinas, 9 de fevereiro de 1939 - Campinas, 28 de novembro de 2019), foi um futebolista e técnico brasileiro de futebol, responsável pela descoberta de vários talentos. Foi ele quem dirigiu o time do São Paulo que, na década de 1980, foi denominado "Menudos do Morumbi", nome este devido à baixa idade do grupo e ao sucesso do grupo musical porto-riquenho Menudo, conquistando os Campeonatos Paulistas de 1985 e 1987 e montando a equipe campeã brasileira de 1986, dentro de um estilo de jogo veloz e ofensivo. 

## Carreira
O primeiro trabalho de Cilinho como treinador foi à frente de um time amador, o Gazeta Esportiva. Seu trabalho ali chamou a atenção de um dirigente da Ponte Preta, que o convidou para comandar a equipa amadora do clube em 1964. No ano seguinte, passou para o profissional, mas, sem sucesso na Segundona, deixou o clube. Teve nova chance com a Ferroviária na Segundona de 1966 e montou o time que seria campeão, embora tenha deixado o clube no meio do segundo turno, por causa de divergências com a diretoria. Teve nova divergência com dirigentes durante uma passagem pelo Noroeste, ao cobrar o atraso nos salários dos jogadores: "Como vou exigir dos jogadores, que há quase dois meses não veem a cor do dinheiro?"
Teve uma nova passagem pela Ponte Preta e outra pelo XV de Piracicaba, antes de assumir o clube campineiro pela terceira vez, durante a fase preliminar do Campeonato Paulista de 1970, para substituir Zé Duarte. Classificou o clube para a fase decisiva apenas no desempate, mas levou-o ao vice-campeonato estadual, depois de uma grande campanha.

### Portuguesa
A primeira chance de Cilinho em um clube grande foi na Portuguesa, que anunciou sua contratação em 23 de agosto de 1972. Dirigentes do clube foram até Campinas alguns dias antes, após a derrota para o Santos que custou o emprego de Wilson Francisco Alves, e conversaram com o técnico, que aceitou a oferta ali, mesmo. Alves só seria notificado três dias depois, porque comandaria o clube em um amistoso na quarta-feira.
"Conhecido por muitas pessoas como 'macumbeiro', introdutor de alguns hábitos novos dentro do futebol (realização de conferências para jogadores nas concentrações, obrigando-os a ler livros para aumentar sua cultura), uma das primeiras atitudes de Cilinho ao chegar à Portuguesa deverá ser a colocação de uma tabuleta na porta do vestiário, com o lema 'Nunca se realizou nada de grande sem muito entusiasmo'", escreveu o jornal O Estado de S. Paulo, para descrever o técnico. A primeira recomendação dele ao novo clube foi que apressasse as obras dos novos alojamentos, pois ele queria poder servir café da manhã aos jogadores no próprio clube.
Osvaldo Teixeira Duarte, presidente da Portuguesa, falou sobre suas expectativas: "Não poderia exigir muita coisa para o campeonato nacional, porque ele terá pouco tempo para dar uma estrutura ao time. Mas vou lhe pedir que faça um esforço e procure conseguir bons resultados no Nacional, porque a Portuguesa começa a ter algum sucesso. Tenho certeza de que não nos faltam jogadores e vou dar o máximo de apoio ao seu trabalho. Ele é um moço que sabe trabalhar com os jogadores, impondo-se pela argumentação, e é a pessoa que nós esperávamos."
Após o primeiro treino, Cilinho deu seu diagnóstico sobre o time: "Não há versatilidade no futebol da equipe." Em seguida, vaticinou seu prognóstico para o jogo contra o Corinthians, o último do clube no Campeonato Paulista: "Nós podemos ganhar, se houver muito empenho de todos os jogadores, mas será uma vitória estranha, porque o time está completamente desestruturado." Mesmo "desestruturada", a Portuguesa venceu por 1 a 0.
Às vésperas da estreia no Brasileiro, O Estado considerava que os pedidos de reforços do técnico estavam sendo atendidos: "Em pouco mais de dez dias, Cilinho já alcançou todas as condições favoráveis para armar um esquema de trabalho." As contratações fizeram a frequência da torcida aumentar nos treinamentos do time. A partida de estreia, contudo, foi interrompida no intervalo, devido às fortes chuvas em Porto Alegre, local do confronto contra o Internacional. Sem abertura de contagem, a partida foi adiada e teria de ser jogada por inteiro novamente. Cilinho gostou do pouco que viu: "Fizemos uma excelente partida, apesar do campo inteiramente encharcado."
Em março de 1973, na terceira rodada do Campeonato Paulista, a Portuguesa empatou com a Ferroviária, no Canindé, por 2 a 2, depois de estar vencendo por 2 a 0. O resultado aumentou a decepção pelo mau início no torneio (uma vitória, um empate e uma derrota em três jogos) e, após o jogo, parte da torcida pediu a demissão de Cilinho, na frente do acesso aos vestiários. A diretoria não aguentou a pressão e demitiu o técnico, apesar de Duarte garantir ter sido contra a decisão: "Eu estava apreciando o trabalho do Cilinho, que qualifico de extraordinário. Ele fez um trabalho de base e, ultimamente, estava, mesmo, comandando uma equipe que eu chamo de suporte para o futebol, representada por médicos, preparadores físicos e massagistas. Mas a torcida não entendeu assim e exigiu a sua saída."
O presidente explicou por que a pressão da torcida foi tão determinante: "Depois do jogo contra a Ferroviária, centenas de torcedores ficaram em frente aos vestiários pedindo a queda de Cilinho e, por isso, creio que não poderíamos segurá-lo. Se o segurássemos, correríamos o risco de fazer do Canindé uma verdadeira praça de guerra e de perdermos o apoio desses associados. Na fase em que estamos, não podemos perder o apoio de ninguém."

### XV de Jaú
Cilinho teve três passagens pelo XV de Jaú, sendo contratado em 1978, 1981 e 1996. As duas primeiras passagens só não foram uma única porque ele aceitou treinar a Ponte Preta em 1979. Na segunda passagem, ajudou a levar o clube, pela primeira vez, ao Campeonato Brasileiro, classificado devido à boa campanha no Campeonato Paulista de 1981. Nessa campanha, o técnico chegou a recusar um convite para treinar o São Paulo, que tinha demitido Carlos Alberto Silva. "Existem coisas mais importantes do que dinheiro e projeção", explicou. "Particularmente, por uma questão de temperamento, sempre firmo os meus contratos verbalmente. É um problema de ética pessoal. Depois, o que considero de grande importância, respeito muito o aspecto ético e moral, em tudo aquilo que assumo. E eu tenho um compromisso nesse nível com os dirigentes do XV de Jaú. Pretendo cumpri-lo até o fim."

## Morte
Cilinho morreu em 28 de novembro de 2019, em sua casa, na cidade de Campinas. O ex-técnico havia sofrido um AVC em 2018 e desde então fazia acompanhamento médico.

## Títulos
São Paulo
- Campeonato Paulista: 1985[23], 1987